# Ricardo Mathews
(en) Statistiques sur pro-football-reference
Ricardo Eugene Mathews Jr (né le 30 juillet 1987 à Jacksonville) est un joueur américain de football américain. Il joue actuellement avec les Colts d'Indianapolis.

## Carrière

### Université
Mathews fait ses études à l'université de Cincinnati, jouant avec l'équipe des Bearcats. Il a pour coéquipier notamment le quarterback Tony Pike.

### Professionnel
Ricardo Mathews est sélectionné au septième tour du draft de la NFL de 2010 par les Colts d'Indianapolis au 238e choix. Pour sa première saison en professionnel (rookie), il entre au cours de huit matchs.